# UTC−03:00
| Južni poletni/severni standardni čas Morska območja | Severni poletni/južni standardni čas Standardni čas vse leto |

UTC−04:00 je časovni pas z zamikom −3 ure glede na univerzalni koordinirani čas (UTC). Ta čas se uporablja na naslednjih ozemljih (stanje leta 2016):

## Kot standardni čas (vse leto)

### Južna Amerika
- Argentina
- Brazilija - severne in severovzhodne zvezne države
  - Alagoas, Amapá, Bahia, Ceará, Maranhão, Pará, Paraíba, Pernambuco, Piauí, Rio Grande do Norte, Sergipe, Tocantins
- Čile - kopenski del
- Francija:
  - Francoska Gvajana
- Surinam
- Urugvaj
- Združeno kraljestvo:
  - Falklandski otoki

## Kot standardni čas (samo pozimi na severni polobli)
- Francija:
  - Sveti Peter in Mihael
- Grenlandija - večina otoka, razen naselja Ittoqqortoormiit in okoliških ozemelj ter zračnega oporišča Thule

## Kot poletni čas (severna polobla)
- Grenlandija - zračno oporišče Thule
- Kanada
  - Nova Škotska, Novi Brunswick, Otok princa Edvarda, Labrador (razen jugovzhodne konice), in najvzhodnejši del Québeca
- Združeno kraljestvo:
  - Bermudi

## Kot standardni čas (samo pozimi na južni polobli)

### Južna Amerika
- Brazilija - južne in jugovzhodne zvezne države
  - Distrito Federal, Espírito Santo, Goiás, Minas Gerais, Paraná, Rio de Janeiro, Rio Grande do Sul, Santa Catarina, São Paulo

## Kot poletni čas (južna polobla)

### Južna Amerika
- Brazilija - jugozahodne zvezne države
  - Mato Grosso, Mato Grosso do Sul
- Paragvaj